# Helsingborgs sockerfabrik

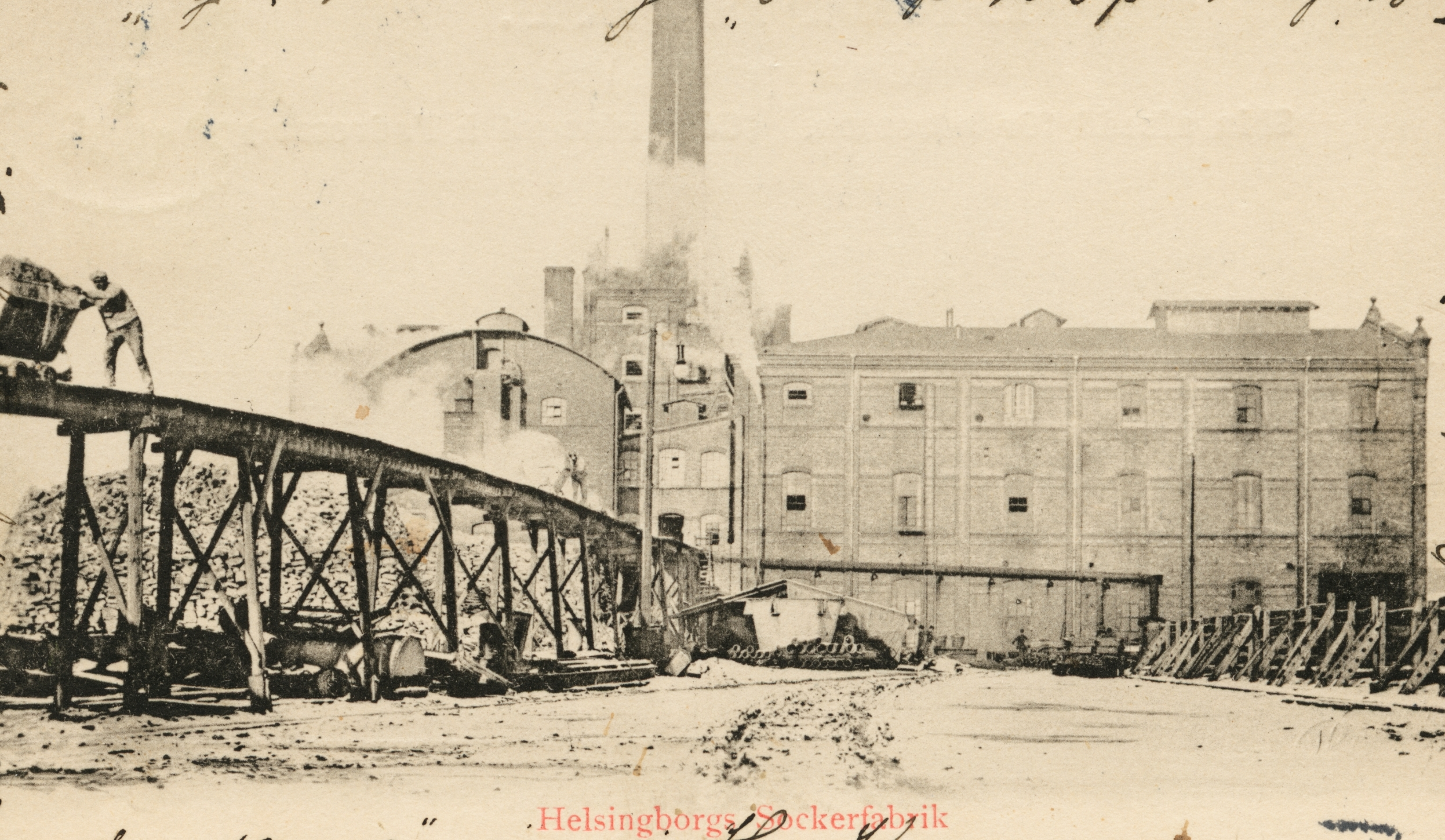
Helsingborgs sockerfabrik ca 1900.

Helsingborgs sockerfabrik var en sockerfabrik i Helsingborg belägen på en ca 475 meter lång tomt mellan Västra Bredgatan och Sjögatan, södra hamnen Helsingborg.
Detta sockerbruk gjorde sin första betkampanj år 1890/91 och sin sista betkampanj år 1946/47. Vid sockerfabriken fanns även ett raffinaderi detta upphörde sin verksamhet år 1914. År 1907 uppgick företaget i Svenska Sockerfabriks AB.

## Helsingborg Sockerfabriks AB
Den första styrelsen utgjordes av konsul Peter Olsson, ryttmästare G.D.R. Tornerhjelm, konsul Nils Persson,fabrikör Nils Sjunnesson, ingenjör J.J.F. Dunker och A.B. Wessberg. Detta företag ägde även Ängelholms sockerbruk. Företaget skaffade sig aktier i Genevads sockerbruk, Karpalunds sockerbruk och Engelholm-Klippans järnväg. År 1906 utgjorde aktieinnehavet 2 175 442:-. Företaget ägde lantbruksegendomarna: Vestraby, Brogårda, Bjuvstorp, Höghult, Sireköpinge, Hedegården och Hyllinge. Dessa egendomar hade ett värde av 2 426 252:- år 1906.

## Historia
- År 1889 uppfördes fabriksbyggnad, 2 skorstenar, snickarverkstad, sockermagasin, Den första betkampanjen 1890/91 avverkades 15 308 ton betor.
- År 1898 genomgick sockerbruket en stor ombyggnad med bland annat nya kokpannor. Maskinerna kom från Braunschweigische Maschinenbauanstalt.
- År 1900 uppfördes 3 st melasscisterner.
- År 1900/01 avverkades 44 641 ton betor.
- År 1917 anordnades en tippanordning för järnvägsvagnar.
- År 1927 ombyggdes fabriken till elektrisk drift med ström från en ångturbindriven generator.
- År 1935 fick fabriken ett nytt diffusionssystem om 20 diffusörer om vardera 8 kubikmeter. Samma år fick fabriken ett nytt bethjul och en ny bettvätt.

### Järnvägsvågar
Vågar fanns vid följande järnvägsstationer år 1944. Vallåkra, Ödåkra, Mörarp, Tågarp, Gantofta, Påarp, Kvidinge, Kärreberga och Bjuv.

## Ombyggnad till kontor

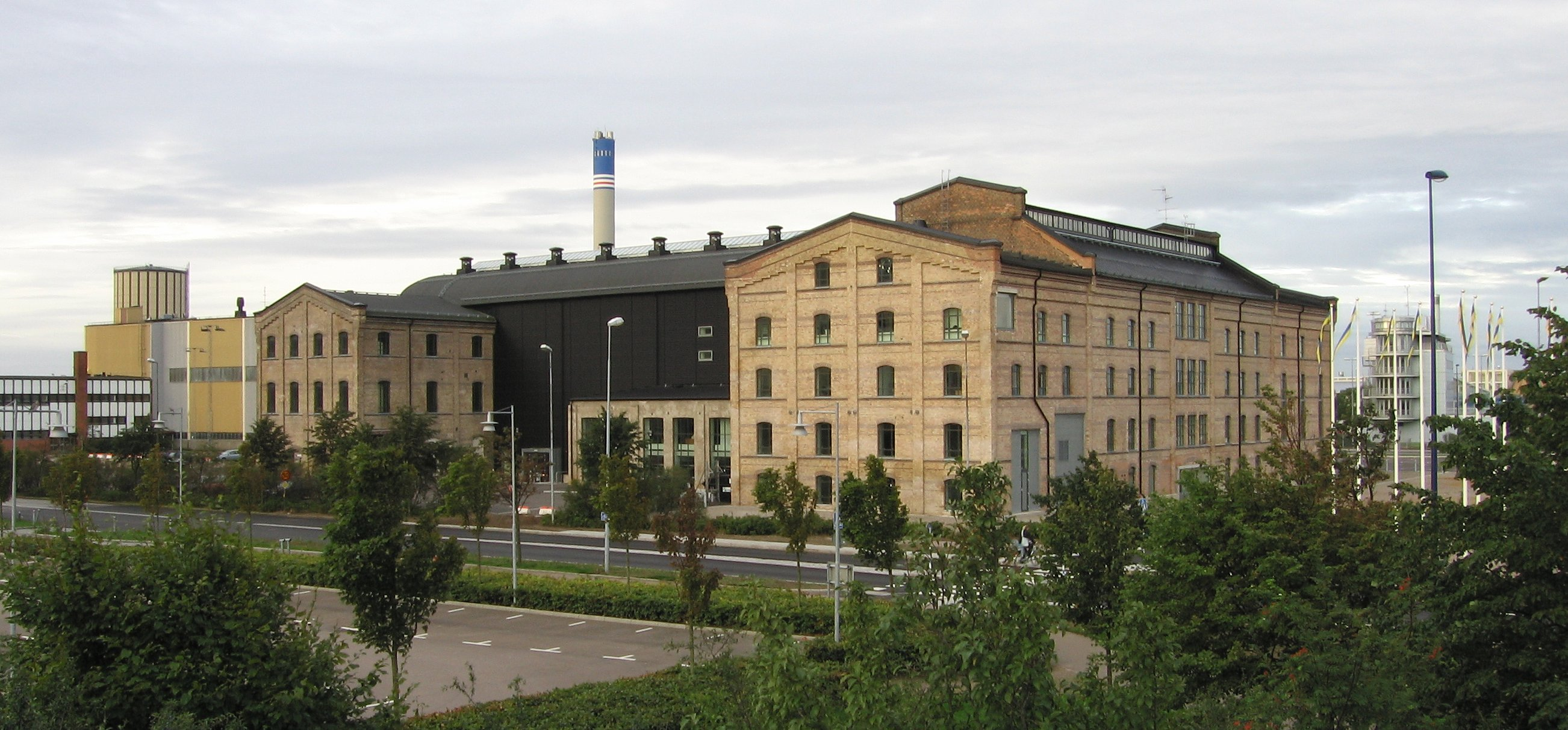
Sockerfabriken i Helsingborg efter ombyggnad till kontor.

Fastigheterna förvärvades av Ikea i början av 2000-talet och   byggdes om till kontor. De var under en period säte för  företagets huvudkontor, men efter en flytt till Malmö byggdes lokalerna om till kontor för Ikeas IT-bolag år 2017.